# Venningsted-Brarup
Venningsted-Brarup (dansk), Wenningstedt-Braderup (tysk) eller Woningstair-Brääderep (nordfrisisk) er en landsby og kommune beliggende på vesterhavsøen Sild i Nordfrisland i det nordvestlige Sydslesvig. Administrativt hører kommunen under Nordfrislands kreds i den tyske delstat Slesvig-Holsten. Kommunen samarbejder på administrativt plan med andre kommuner i omegnen i Landskabet Sild kommunefællesskab (Amt Landschaft Sylt). I den danske tid indtil 1864 hørte landsbyen under Kejtum Sogn (Landskabet Sild, Utlande og senere Tønder Amt). 
Venningsted er første gang nævnt 1462. Stednavnetes første led henføres til personnavnet Vinni. Brarup er første gang nævnt 1612. Stednavnet henføres til gada. bra for en skråning. Der er tale om et ældre dansk stednavn, som i middelalderen blev udtalt på frisisk. Venningsted og Brarup regnes under øens nordbyer.
Ifølge sagnet lå anglernes nordsøhavn Venningsted i jernalderen få hundrede meter ud for den nuværende kystlinje. Under Hengist og Horsa skal anglerne være sat over til Britannien. Herom minder gaden Horsatal (Horsadalen). Nord for Venningsted ligger gravhøjen Denghoog. Ved vestkysten findes den Røde Klev.